# Stanislav Palkin
Stanislav Aleksandrovitsj Palkin (Russisch: Станислав Александрович Палкин) (Karaganda, 4 augustus 1996) is een Kazachs langebaanschaatser. De 500m en 1000m zijn zijn beste afstanden.

## Records

### Persoonlijke records
| Afstand    | Tijd    | Datum            | Baan    |
| ---------- | ------- | ---------------- | ------- |
| 500 meter  | 35,23   | 3 december 2017  | Calgary |
| 1000 meter | 1.08,68 | 2 december 2017  | Calgary |
| 1500 meter | 1.49,84 | 4 december 2016  | Astana  |
| 3000 meter | 4.06,37 | 24 november 2013 | Inzell  |
| 5000 meter | 7.21,82 | 27 maart 2015    | Astana  |

(laatst bijgewerkt: 27 december 2018)

## Resultaten
| Jaar | WK Afstanden  | Olympische Spelen  | WK Junioren                     |
| ---- | ------------- | ------------------ | ------------------------------- |
| 2014 |               |                    | 15e 500m 16e 1000m              |
| 2015 |               |                    | 5e 500m · 1000m                 |
| 2016 |               |                    | 8e 500m 20e 1000m 5e teamsprint |
|      |               |                    |                                 |
| 2018 |               | 24e 500m 29e 1000m |                                 |
|      |               |                    |                                 |
| 2020 | 6e teamsprint |                    |                                 |